# فينتشينزو غريفو
فينسينزو جريفو (7 أبريل 1993 ألمانيا - ) هو لاعب كرة قدم إيطالي، يلعب كلاعب وسط.

## روابط خارجية
- فينتشينزو غريفو على موقع الاتحاد الدولي (مؤرشف)  (الإنجليزية)
- فينتشينزو غريفو على موقع الاتحاد الأوربي (الإنجليزية)
- فينتشينزو غريفو على موقع إي إس بي إن إف سي (الإنجليزية)
- فينتشينزو غريفو على موقع قاعدة بيانات كرة القدم.إي يو (الإنجليزية)
- فينتشينزو غريفو على موقع بيانات كرة القدم. دي إي (الألمانية)
- فينتشينزو غريفو على موقع ليكيب (الفرنسية)
- فينتشينزو غريفو على موقع ناشيونال فوتبول تيمز (الإنجليزية)
- فينتشينزو غريفو على موقع Soccerbase.com (لاعب) (الإنجليزية)
- فينتشينزو غريفو على موقع Soccerway.com (الإنجليزية)
- فينتشينزو غريفو على موقع عالم كرة القدم.نت (الإنجليزية)